# Music Industry Awards 2022

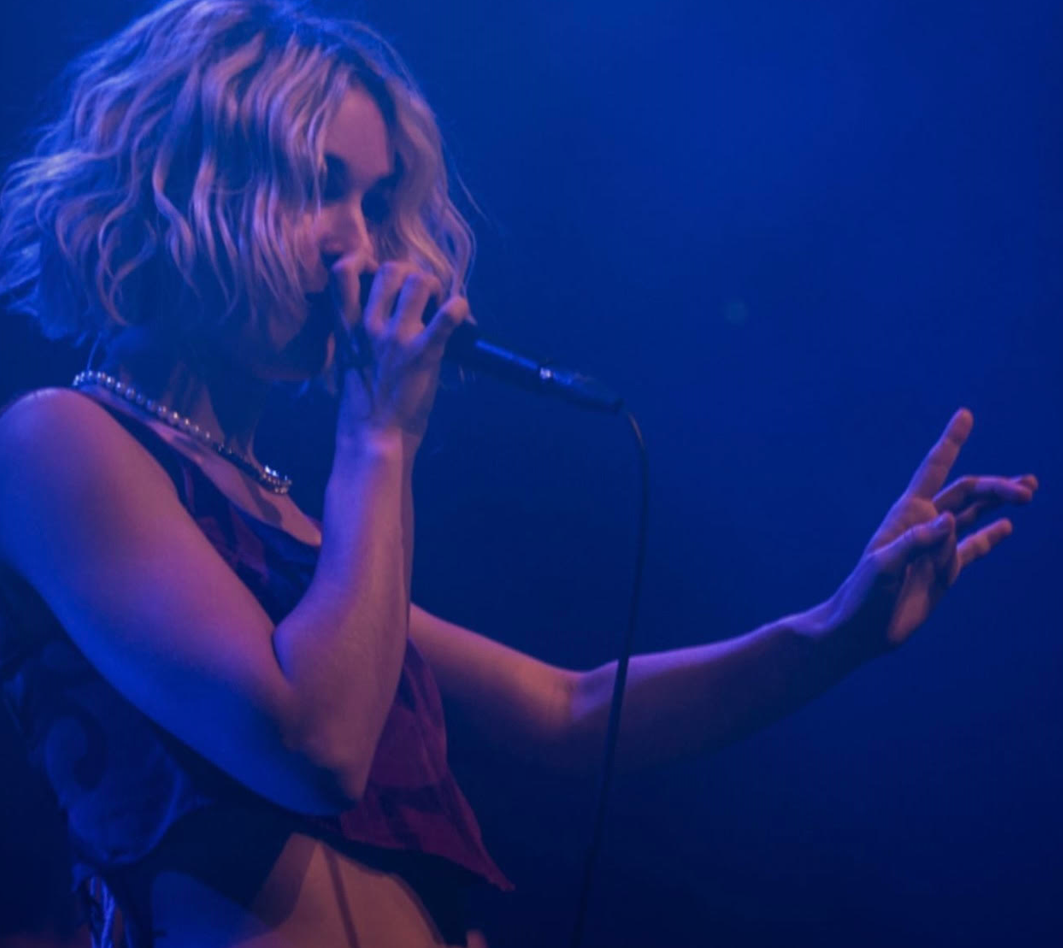
Pommelien Thijs won drie awards waaronder die voor Hit van het jaar en Solo vrouw

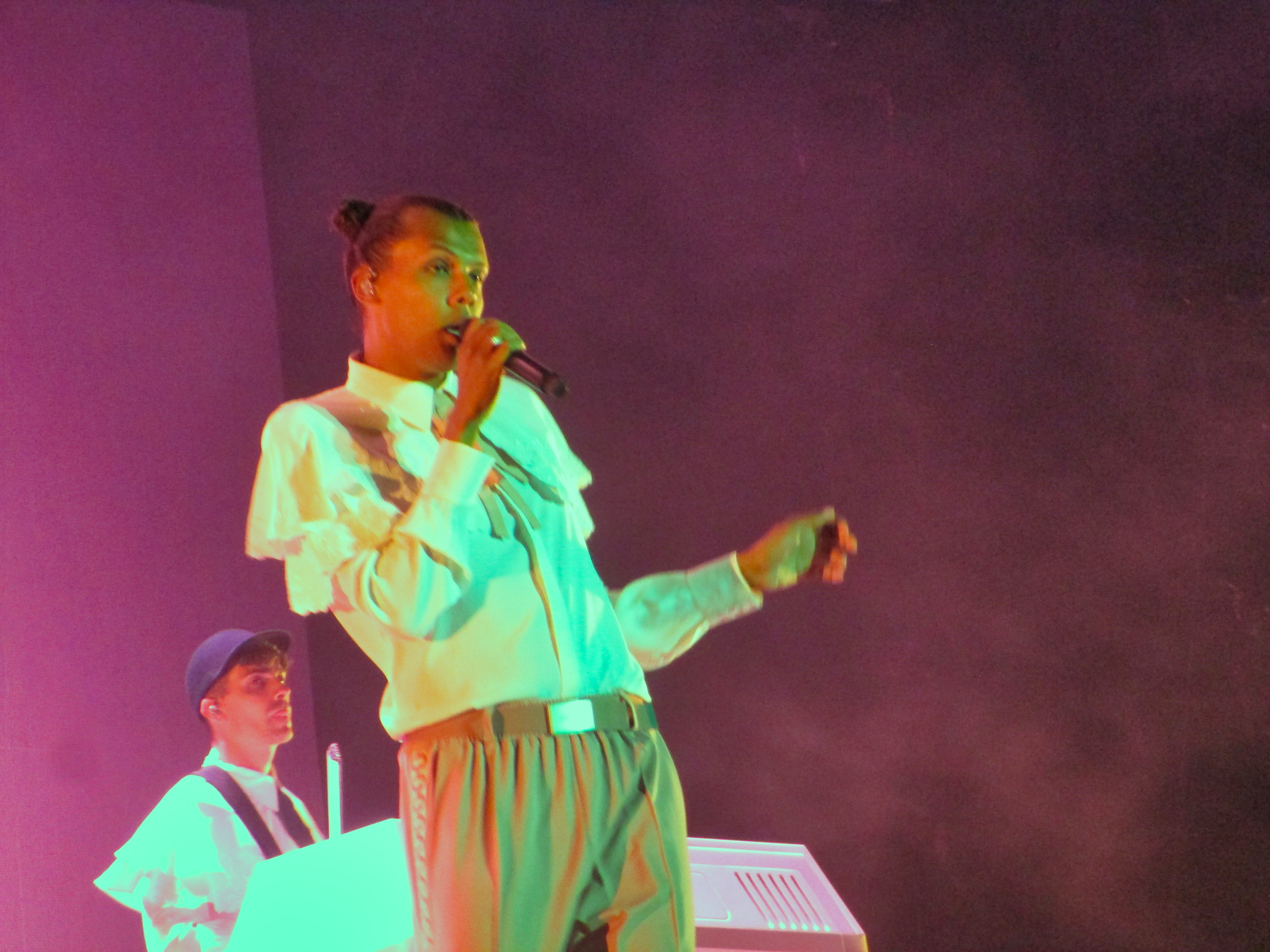
Stromae won zijn 20ste MIA, waaronder deze voor Beste live act

De Music Industry Awards 2022 is de vijftiende editie van de Music Industry Awards, die uitgereikt worden op 26 januari 2023 in Paleis 12, Brussel. Begin december 2022 werden de nominaties bekendgemaakt. Stromae brak zijn eigen record, door 9 nominaties achter zijn naam te plaatsen. Hij wordt op de voet gevolgd door Charlotte Adigéry en Bolis Pupul en Angèle die respectievelijk acht en zeven nominaties kregen. Bart Peeters was de presentator van deze MIA's.
Pommelien Thijs werd grote winnares van de avond met 3 MIA's waaronder de belangrijkste MIA voor Hit van het jaar voor het nummer Ongewoon. 
Stromae, die het meest genomineerd werd, ging eveneens met 3 MIA's naar huis. De MIA's die hij won, werden uitgedeeld door de muzieksector, waaronder deze voor Beste videoclip en Beste live act. Stromae wist zo zijn twintigste MIA te winnen, geen enkele artiest doet beter dan hem. 
Ook Metejoor, Charlotte Adigéry en Camille gingen met twee awards naar huis. Het viel op dat vooral Nederlandstalige acts enorm in de smaak vielen. 

## Optredens
| Artiesten           | Nummer(s)                |
| ------------------- | ------------------------ |
| Camille             | Geen tranen meer over    |
| Pommelien Thijs     | Ongewoon                 |
| Oscar and the Wolf  | Warrior                  |
| Charlotte Adigéry   | Ceci n'est pas un cliché |
| Vaya Con Dios       | Just a Friend of Mine    |
| Berre Vandenbussche | Say my name              |
| Metejoor            | Dit is wat mijn mama zei |

## Categorieën

### Mia's bepaald door het publiek

#### Hit van het jaar 2022
- Dit is wat mijn mama zei - Metejoor
- Ongewoon - Pommelien Thijs
- Bruxelles je t'aime - Angèle
- L'enfer - Stromae

#### Beste Album
- Multitude - Stromae
- Metejoor - Metejoor
- Nonante-Cinq - Angèle
- Topical Dancer - Charlotte Adigéry & Bolis Pupul

#### Solo vrouw
- Angèle
- Camille
- Pommelien Thijs
- Sylvie Kreusch

#### Solo man
- Metejoor
- Stromae
- Oscar and the Wolf
- Tamino

#### Beste Groep
- Clouseau
- Charlotte Adigéry & Bolis Pupul
- blackwave.
- The Haunted Youth

#### Beste Doorbraak
- Pommelien Thijs
- Berre
- The Haunted Youth
- BLUAI

#### Beste Pop
- Stromae
- Angèle
- Camille
- Oscar and the Wolf

#### Beste Hip-Hop/Rap
- Coely
- blackwave.
- Stikstof
- Zwangere Guy

#### Beste Alternative
- Sylvie Kreusch
- Charlotte Adigéry & Bolis Pupul
- Tamino
- The Haunted Youth

#### Beste Dance
- Regi
- Lost Frequencies
- Goose
- Charlotte de Witte

#### Beste Nederlandstalig
- Metejoor
- Camille
- Pommelien Thijs
- Stikstof

#### Vlaams populair
- Willy Sommers
- Margriet Hermans
- Dana Winner
- Helmut Lotti

### Mia's bepaald door de muzieksector

#### Beste videoclip
- L'enfer - Stromae
- Mantra - Charlotte Adigéry & Bolis Pupul
- Ongewoon - Pommelien Thijs
- Pills - Selah Sue

#### Beste Artwork
- Nonante-Cinq - Angèle
- Topical Dancer - Charlotte Adigéry & Bolis Pupul
- Multitude - Stromae
- Afterglow - Oscar and the Wolf

#### Beste auteur/componist
- Stromae
- Angèle
- Tamino
- Charlotte Adigéry & Bolis Pupul

#### Beste live act
- Stromae
- Oscar and the Wolf
- Charlotte Adigéry & Bolis Pupul
- Camille

#### Beste muzikant
- Bolis Pupul
- Angèle
- Stefanie Mannaerts
- Hans Francken

#### Beste producer
- Stromae
- Charlotte Adigéry & Bolis Pupul
- Regi Penxten
- Lost Frequencies

#### Lifetime Achievement Award
- Vaya Con Dios

#### Sector Lifetime Achievement Award
- Hedwig De Meyer

## Meeste nominaties

### Nominaties
| Aantal nominaties | Artiest                         |
| ----------------- | ------------------------------- |
| 9                 | Stromae                         |
| 8                 | Charlotte Adigéry & Bolis Pupul |
| 7                 | Angèle                          |
| 5                 | Pommelien Thijs                 |
| 4                 | Camille                         |
| 4                 | Metejoor                        |
| 4                 | Oscar and the Wolf              |
| 3                 | Tamino                          |
| 3                 | The Haunted Youth               |

### Overwinningen
| Aantal overwinningen | Artiest                         |
| -------------------- | ------------------------------- |
| 3                    | Pommelien Thijs                 |
| 3                    | Stromae                         |
| 2                    | Camille                         |
| 2                    | Charlotte Adigéry & Bolis Pupul |
| 2                    | Metejoor                        |

## Trivia
- In de Vlaamse Ultratop 50 kwam Ongewoon van Pommelien Thijs opnieuw binnen op plaats 36 na het winnen van de MIA voor Hit van het jaar.
- In de albumlijst van Ultratop stegen verschillende albums na het succes op de MIA's: SOS van Camille steeg naar plaats 1 (+1), Multitude van Stromae steeg naar plaats 10 (+31), Topical Dancer van Charlotte Adigéry maakte een re-entry op plaats 36, net zoals What's a Woman van Vaya Con Dios (plaats 52).
- Op Proximus Pickx werd een live 'Black Carpet Show' uitgezonden, voorafgaand aan de uitreiking. Deze werd gepresenteerd door Saartje Vandendriessche en Stef Poelmans.